# Malveae
Malveae es una tribu de plantas con flores perteneciente a la familia Malvaceae, subfamilia Malvoideae. La conforman unas 1000 especies repartidas en 70 géneros.

## Géneros
| - Abutilon Mill. - Acaulimalva Krapov. - Akrosida Fryxell & Fuertes - Alcea L. - Allosidastrum (Hochr.) Krapov. et al. - Allowissadula D.M.Bates - Althaea L. - Anisodontea C.Presl - Anoda Cav. - Asterotrichion Klotzsch - Bakeridesia Hochr. - Bastardia Kunth - Bastardiastrum (Rose) D. M. Bates - Bastardiopsis (K.Schum.) Hassl. - Batesimalva Fryxell - Billieturnera Fryxell - Briquetia Hochr. - Callirhoe Nutt. - Calyculogygas Krapov. - Calyptraemalva Krapov. - Corynabutilon (K.Schum.) Kearney - Cristaria Cav. - Dendrosida Fryxell - Dirhamphis Krapov. - Eremalche Greene - Fryxellia D.M.Bates - Fuertesimalva Fryxell - Gaya Kunth - Gynatrix Alef. - Herissantia Medik. - Hochreutinera Krapov. - Hoheria A.Cunn. - Horsfordia A.Gray - Iliamna Greene | - Kearnemalvastrum D.M.Bates - Kitaibela Willd. - Krapovickasia Fryxell - Lavatera L. - Lawrencia Hook. - Lecanophora Speg. - Malacothamnus Greene - Malope L. - Malva L. - Malvastrum A.Gray - Malvella Jaub. & Spach - Meximalva Fryxell - Modiola Moench - Modiolastrum K.Schum. - Monteiroa Krapov. - Napaea L. - Neobaclea Hochr. - Neobrittonia Hochr. - Nototriche Turcz. - Palaua Cav. - Periptera DC. - Phymosia Desv. ex Ham. - Plagianthus J.R.Forst. & G.Forst. - Pseudabutilon R.E.Fr. - Rhynchosida Fryxell - Robinsonella Rose & Baker f. - Sida L. - Sidalcea A.Gray - Sidasodes Fryxell & Fuertes - Sidastrum Baker f. - Sphaeralcea A.St.-Hil. - Tarasa Phil. - Tetrasida Ulbr. - Wissadula Medik. |